# Lofa Tatupu
Mosiula Mea'alofa Tatupu, detto Lofa (San Diego, 15 novembre 1982), è un ex giocatore di football americano e allenatore di football americano statunitense che ha militato nel ruolo di linebacker per la maggior parte della carriera nei Seattle Seahawks della National Football League (NFL). Fu scelto nel corso del secondo giro (45º assoluto) del Draft NFL 2005 dai Seahawks. Al college ha giocato a football alla University of Southern California. È il figlio dell'ex fullback dei New England Patriots Mosi Tatupu, il primo giocatore samoano ad aver giocato nella NFL.

## Carriera

### Seattle Seahawks
Tatupu fu scelto nel corso del secondo giro dei Draft 2005 dai Seattle Seahawks. Tatupu si impose velocemente come uno dei migliori difensori della lega nella sua stagione da rookie nel 2005, in cui fu convocato per il Pro Bowl, guidando i Seahawks campioni della NFC in tackle, con 104, fino a disputare il primo Super Bowl della storia della squadra. Inoltre mise a segno 4 sack e tre intercetti, ritornandone uno in touchdown nella vittoria di Seattle per 42-0 nel Monday Night Football contro i Philadelphia Eagles. Il 2 dicembre 2007, Lofa continuò il suo successo contro gli Eagles, intercettando tre passaggi per un totale di 110 yard ritornate sul quarterback A.J. Feeley. In quella gara, Tatupu guadagnò più yard su intercetto di quante ne passò Feely ai propri ricevitori.
Nelle sue prime tre stagioni, Tatupi guidò sempre i Seahawks in tackle. Fu inoltre convocato per il Pro Bowl nei suoi primi tre anni di carriera, dal 2005, 2006 al 2007. Nel 2007, Tatupu fu inserito nella formazione ideale della stagione All-Pro dall'Associated Press. Nel 2008, Tatupu fu tormentato dagli infortuni che non gli permise di rendere come nei tre anni precedenti, costandogli la possibilità di venire convocato per il quarto Pro Bowl consecutivo.
Il 21 marzo 2008, i Seahawks fecero firmare a Tatupu un contratto di sei anni fino al 2015 del valore di 42 milioni di dollari, con 18 milioni di dollari garantiti solamente negli anni 2008 e 2010. Il contratto rese Lofa uno dei sei linebacker più pagati della lega. Tatupu rispose affermiando: "Concluderò la mia carriera coi Seahawks".
Il 19 ottobre 2009, durante una gara contro gli Arizona Cardinals, Tatupu si ruppe il muscolo pettorale sinistro in uno scontro col compagno di squadra Deon Grant venendo dichiarato fuori gioco per il resto della stagione, una grossa perdita per i già sofferenti Seahawks. Questo fu il primo infortunio grave del giocatore, che fino a quel momento aveva perso una sola gara nelle quattro stagioni precedenti.
Dopo aver superato la sua peggior stagione nel 2009, Tatupu disputò tutte le gare dei Seahawks nel 2010, comprese due gare di playoff. Tatupu fu svincolato da Seattle il 31 luglio 2011, dopo che il giocatore e i Seattle Seahawks non erano riusciti a raggiungere un accordo sulla ristrutturazione del contratto.

### Atlanta Falcons
Il marzo 2012, Tatupu firmò un contratto biennale del valore di 5,75 milioni di dollari con gli Atlanta Falcons. Il 24 luglio 2012, Tatupu si infortunò nuovamente a un muscolo pettorale, venendo costretto a saltare l'intera stagione 2012. I Falcons lo svincolarono il giorno successivo.

## Palmarès

### Franchigia
- National Football Conference Championship: 1

Seattle Seahawks: 2005

### Individuale
- Convocazioni al Pro Bowl: 3

2005, 2006, 2007
- First-team All-Pro: 1

2007
- PFWA All-Rookie Team - 2005
- Formazione ideale del 35º anniversario dei Seahawks
- 50 migliori giocatori del 50º anniversario dei Seahawks